# Marcel Clément
Marcel Clément (nacido el 11 de marzo de 1921 y murió el 8 de abril de 2005) fue un filósofo, escritor, académico, periodista, editor y profesor francés. Es hermano de Andrés Clément, con quien cofundó la Facultad Libre de Filosofía Comparada de Paris (IPC). Es padre de Pascal Clément, político y ex encargado del gabinete Raffarin y su tío es Francisco Javier Clément, filósofo, director diocesano de Educación Católica del Loire.

## Reseña biográfica
Marcel Clément escritor, especialista de la Doctrina Social de la Iglesia y profesor de filosofía, fue editor del diario católico El hombre nuevo. De 1962 a 1998 tuvo el periódico una influencia decisiva. Su cátedra tradicionalista influenció a una generación de católicos. Tenía una influencia considerable, y convenció a una fracción de practicantes y clérigos tradicionalistas para no unirse a Monseñor Lefebvre, defendiendo a Pablo VI en todas las circunstancias: la elección de Juan Pablo II será para él la prueba de la corrección de su visión. Estará muy cercano a Marthe Robin y permanecerá fiel toda su vida a la obra y el mensaje de los Foyers de Charité.
Fue profesor de filosofía social en la Universidad de Montreal de 1948 a 1962 y profesor de filosofía moral y política en la Facultad Libre de Filosofía Comparada Paris1.
Su funeral se efectuó el 13 de abril de 2005, en la iglesia de San Fernando de Ternes en París en el distrito 17.

## Obra
- Introduction á la doctrine sociale catholique, Paris, 1951.
- Una Historia de la Inteligencia.
- Le communisme face à Dieu, Nouvelles Editions Latines, Paris, 1972 [ingl.: The Communist Challenge to God, Burns and Sons, Glasgow, 1961]
- Le Christ et la Révolution, Ed. de l'Escalade, París, 1972 [cast.: Cristo y la Revolución, Unión Editorial, Madrid, 1972]
- “La Educación: Principios y fundamentos”, en A.A.V.V. (CLEMENT, M. y otros), La educación de los hombres, Speiro, Madrid, 1974.
- Combat pour l’espérance, Edit. de l’Escalade, Paris, 1975.
- Cours de Philosophie Politique, Universidad de Rosario, Rosario, 1980.
- La doctrine sociale de l'Église est-elle applicable?, L'Escalade, Paris, 1986.

## Premios y reconocimientos
- Oficial de la Légion d'honneur a título militar.
- Comandante con placa de la Ordre de Saint-Grégoire-le-Grand.